# علی‌آباد (نور)
علی آباد، روستایی است از توابع بخش چمستان شهرستان نور در استان مازندران ایران.از معروفترین فرد این روستا می توان از عرشیا حدادی کشتی گیر رده سنی نوجوانان ساکن آمل که اصالت او از روستای علی آباد نور است نام برد.

## جمعیت
این روستا در دهستان میان‌رود (نور) قرار دارد و براساس سرشماری مرکز آمار ایران در سال ۱۳۸۵، جمعیت آن ۴۴۰ نفر (۱۱۷خانوار) بوده‌است.